# Helicops petersi
Helicops petersi är en ormart som beskrevs av Rossman 1976. Helicops petersi ingår i släktet Helicops och familjen snokar. Inga underarter finns listade i Catalogue of Life.
Arten förekommer i Ecuador öster om Anderna och på bergskedjans sluttningar. Den vistas i regioner som ligger 300 till 1790 meter över havet. Kanske förekommer Helicops petersi även i angränsande områden av Peru. Denna orm lever i fuktiga skogar. Den vistas nära vid vattendrag samt insjöar och den simmar ofta. Arten har fiskar som föda. Honor lägger inga ägg utan föder levande ungar.
I utbredningsområdet förekommer en oljeledning och föroreningar från ledningen kan påverka beståndet negativt. Ett annat hot är skogarnas omvandling till jordbruksmark och samhällen. Några exemplar hamnar som bifångst i fiskenät och dör. Helicops petersi är ganska sällsynt men utbredningsområdet är stort. IUCN listar arten som nära hotad (NT).